# Darrellhenryita
La darrellhenryita és un mineral de la classe dels silicats, que pertany al grup de la turmalina. Rep el nom en honor de Darrell J. Henry (1951-), professor de geologia a la Universitat Estatal de Louisiana (Baton Rouge, EUA), expert en mineralogia, petrologia, química cristal·lina i nomenclatura dels minerals del grup de la turmalina.

## Característiques
La darrellhenryita és un ciclosilicat de fórmula química Na(LiAl₂)Al₆(BO₃)₃Si₆O18(OH)₃O. Va ser aprovada com a espècie vàlida per l'Associació Mineralògica Internacional l'any 2012, i la primera publicació data del 2013. Cristal·litza en el sistema trigonal.

## Formació i jaciments
Va ser descoberta a Nová Ves, a la localitat de Český Krumlov, dins la Regió de Bohèmia Meridional (República Txeca). També ha estat descrita a Mogok, al districte de Pyin-Oo-Lwin (Divisió de Mandalay, Myanmar) i a la pedrera Berry-Havey, a Poland (Maine, Estats Units). Aquests dos indrets, juntament amb la localitat tipus, són els únics de tot el planeta on ha estat descrita aquesta espècie mineral.